# 库尔特·施米德
库尔特·施米德（德語：Kurt Schmied，1926年6月14日—2007年12月9日），奥地利男子足球运动员。他曾代表奥地利国家队参加1954年和1958年国际足联世界杯，其中1954年世界杯获得第三名。